# پیتیکوزلی
پیتیکوزلی (به چکی: Pětikozly) یک منطقهٔ مسکونی در جمهوری چک است که در ناحیه ملادا بولسلاو واقع شده‌است.